# دوره آبی (مانگا)
دورهٔ آبی (ژاپنی: ブルーピリオド هپبورن: Burū Piriodo) یک مجموعه مانگای ژاپنی است که توسط تسوباسا یاماگوچی نوشته و تصویرسازی شده است. این مجموعه از ژوئن ۲۰۱۷ در مجله ماهنامه افترنون به صورت سریالی به چاپ رسیده و تا ماه مه ۲۰۲۱ در ۱۰ جلد تانکوبون جمع‌آوری شده است. این مجموعه تحت مجوز Kodansha USA در غرب منتشر می‌شود. مجموعه تلویزیونی انیمه اقتباس شده از این ثر توسط استودیو سون آرکس از اکتبر تا دسامبر ۲۰۲۱ پخش شد.
ممکن است عنوان مانگا به دوره آبی پیکاسو اشاره داشته باشد که پابلو پیکاسو در سن ۱۹ سالگی، تابلوهایی با فضایی غم‌آلود، مردم فقیر، مست و گدایان را می‌کشید.

## داستان
یاتورا یاگوچی یک دانش‌آموز نسبتاً محبوب است که در مدرسه برتر است اما اغلب با خلأ و ناامیدی در درونی خود سروکار دارد. یک روز او بسیار مجذوب یک نقاشی در باشگاه هنری دبیرستان شد که تصمیم گرفت تا نقاشی خود را امتحان کند.. بعداً از یکی از دوستانش الهام گرفت و به باشگاه هنری پیوست، و عمیقاً درگیر نقاشی شد و سعی کرد برای دانشگاه هنر توکیو درخواست عضویت دهد.